# Nymphrytria mirabilis
Nymphrytria mirabilis är en kackerlacksart som beskrevs av Robert Walter Campbell Shelford 1911. Nymphrytria mirabilis ingår i släktet Nymphrytria och familjen Polyphagidae.
Artens utbredningsområde är Tunisien. Inga underarter finns listade i Catalogue of Life.